# Der lächelnde Leutnant
Der lächelnde Leutnant (im Original The Smiling Lieutenant) ist eine US-amerikanische musikalische Filmkomödie  des deutschstämmigen Regisseurs Ernst Lubitsch. Das Drehbuch des 1931 entstandenen Films basiert auf der Operette Ein Walzertraum von Oscar Straus, Leopold Jacobson und Felix Dörmann sowie auf der Novelle Nux, der Prinzgemahl von Hans Müller. Der Film kam am 14. September 1931 in die deutschen Kinos. In der Schweiz erschien der Film unter dem Titel Ein Walzertraum.

## Handlung
In einem Biergarten in Wien lernt der junge Leutnant Nikolaus von Preyn die Violinistin Franzi kennen und verliebt sich in sie. Auch sein verheirateter Freund Max hat Interesse an der jungen Frau. Es dauert nicht lange und Franzi erwidert Nikolaus’ romantische Gefühle. Nikolaus wird als Gardist zum Dienst berufen, als der König von Flausenthurm, Adolf XV, Wien besucht. Er lächelt und zwinkert seiner Freundin zu, gerade in dem Moment als die königliche Kutsche an ihm vorbeifährt. Die Königstochter Prinzessin Anna glaubt, das Lächeln und Zwinkern sei für sie bestimmt und sie solle verspottet werden. Der Vorfall macht Schlagzeilen, Nikolaus wird zum König zitiert. Er weiß sich nur durch die Lüge zu helfen, dass er Anna zugelächelt habe, weil er sie bezaubernd finde. Anna fühlt sich geschmeichelt und verzeiht dem Gardisten, der König beordert Nikolaus zu seinem Hauptadjutanten während seines Aufenthalts in Wien.
Als Nikolaus abends bei Franzi ist, zeigt sich diese eifersüchtig auf die Prinzessin, doch er kann sie beruhigen. Derweil erzählt Anna ihren Gesellschafterinnen, dass sie von Nikolaus begeistert sei. Sie fragt ihren Vater um Erlaubnis, den Gardisten zu heiraten. Für den Fall, dass ihr Vater der Heirat nicht zustimme, droht sie ihm damit, einen Amerikaner zu heiraten. Die Drohung wirkt, der König erteilt seine Erlaubnis. Der Adjutant von Rockoff sucht Nikolaus auf und teilt ihm mit, er habe die Prinzessin zu heiraten, ohne ihr einen Antrag zu machen. Nikolaus protestiert, doch werden ihm die Glückwünsche des Königs übermittelt. Die enttäuschte Franzi packt ihre Sachen und verlässt Nikolaus.
Anna und Nikolaus reisen nach Flausenthurm und heiraten; in der Hochzeitsnacht lässt Nikolaus seine Frau jedoch alleine im Schlafzimmer zurück. Anna verbringt die Hochzeitsnacht beim Brettspiel mit ihrem Vater. Nikolaus verweigert sich ihr auch in der Folgezeit. Eines Tages bemerkt er, dass Franzi mit ihrem Orchester nach Flausenthurm gekommen ist. Er lässt sie festnehmen, damit er die Möglichkeit hat, Zeit mit ihr zu verbringen. Anna bemerkt das und lässt Franzi zu sich bringen. Beide Frauen erkennen die missliche Situation und sind traurig. Franzi bekommt Mitleid mit der sonst einsamen Prinzessin. Sie versucht ihr das moderne Leben mit Jazzmusik, Reizwäsche und neuen Frisuren näherzubringen. Franzi und Anna werden Freundinnen. Als Franzi Flausenthurm verlässt, hört Nikolaus Jazzmusik im Palast. Er findet seine Frau in modernerer Kurzhaarfrisur, moderner Kleidung, Zigarette rauchend und am Flügel Jazzmusik spielend, ganz verändert vor. Irritiert meint er, er sei betrunken, stellt fest, dass das nicht der Fall sein kann, und findet einen Abschiedsbrief Franzis vor, in dem sie ihn unter anderem daran erinnert, Anna sei eine Blondine. Daraufhin geht er zu seiner veränderten Anna zurück und wirft das Würfelbrett auf ihr Bett. Die beiden Frischvermählten beginnen einen neuen Versuch.

## Hintergrund
Die dem Film zu Grunde liegende Operette wurde am 2. März 1907 am Carltheater in Wien uraufgeführt. Die englische Version, mit Musik des Komponisten Oscar Straus, hatte ihre Premiere am 27. Januar 1908 in New York und wurde insgesamt 111-mal gespielt.
Zeitgleich wurde eine französische Version des Films mit den gleichen drei Hauptdarstellern nach einem Drehbuch von Henri Bataille gedreht. Der in Frankreich sehr erfolgreiche Film hatte dort den Titel Le Lieutenant souriant.
Für Claudette Colbert war es das Gesangsdebüt in einem Film. Hugh O’Connell gab sein Filmdebüt.
Film-Ausstatter war Hans Dreier, der musikalische Direktor Adolph Deutsch.

## Filmmusik
- Toujours l'Amour in the Army von Oscar Straus und Clifford Grey, gesungen von Maurice Chevalier
- While Hearts are Singing von Oscar Straus und Clifford Grey, gesungen von Claudette Colbert
- Breakfast Table Love von Oscar Straus und Clifford Grey, gesungen von Claudette Colbert und Maurice Chevalier
- One More Hour of Love von Oscar Straus und Clifford Grey, gesungen von Maurice Chevalier
- Kaiserlied (Österreichische Nationalhymne 1795 - 1918) von Joseph Haydn und Lorenz Leopold Haschka
- Ach du lieber Flausenturm nach dem deutschen Volkslied Ach du lieber Augustin, a cappella gesungen von Maurice Chevalier
- Jazz Up Your Lingerie von Oscar Straus und Clifford Grey, gesungen von Claudette Colbert und Miriam Hopkins

Das Lied What Can They Expect of Me? von Oscar Straus und Clifford Grey wurde für den Film komponiert, aber nicht gespielt.

## Kritiken
„Eine von Lubitschs frühen Dreiecksgeschichten. Andeutungen und spielerischer Hinweis sind Trumpf. Das Spiel mit Täuschung, Lüge und Verstellung - eines der großen Themen von Ernst Lubitsch, das Leben als Illusion, deutet sich in diesem Operettenfilm bereits an.“

## Auszeichnungen
Oscarverleihung 1932
- Nominierung in der Kategorie Bester Film